# جوزيف توث
جوزيف توث (بالمجرية: Tóth József)‏ (2 ديسمبر 1951 - 11 أغسطس 2022)، هو لاعب كرة قدم. لعب مع منتخب المجر لكرة القدم. سبق له أن شارك في كأس العالم لكرة القدم مع منتخب بلاده.

## روابط خارجية
- جوزيف توث على موقع الاتحاد الدولي (مؤرشف)  (الإنجليزية)
- جوزيف توث على موقع قاعدة بيانات كرة القدم.إي يو (الإنجليزية)
- جوزيف توث على موقع ناشيونال فوتبول تيمز (الإنجليزية)
- جوزيف توث على موقع عالم كرة القدم.نت (الإنجليزية)